# نهران (همدان)
نهران (همدان)، روستایی از توابع بخش مرکزی شهرستان همدان در استان همدان ایران است.
نام نهران شبیه تهران است.

## جمعیت
این روستا در دهستان هگمتانه قرار دارد و براساس سرشماری مرکز آمار ایران در سال ۱۳۹۵، جمعیت آن ۱۵۱ نفر (۴۷ خانوار) بوده‌است.